# 427. strelska divizija (ZSSR)
427. strelska divizija (izvirno rusko 427. стрелковая дивизия; kratica 427. SD) je bila strelska divizija Rdeče armade v času druge svetovne vojne.

## Zgodovina
Divizija je bila ustanovljena 2. januarja 1942 v Moskovskem vojaškem okrožju; 27. januarja 1942 so jo preimenovali v 149. strelsko divizijo.